# John Raphael Rogers

Erfinder der Typograph-Setzmaschine

John Raphael Rogers (* 11. Dezember 1856 in Roseville, Illinois; † 18. Februar 1934 in Brooklyn, New York City) ist der Erfinder der Zeilensetz- und -gießmaschine Typograph.

## Leben
Seine Eltern zogen 1856 von Illinois nach Kentucky, wo sie halfen, das Berea College aufzubauen. Hier machte er als Jugendlicher Bekanntschaft mit einer Handsetz-Maschine, die ihn in Zukunft nicht mehr los lassen sollte. Rogers Kurse am Berea College und Oberlin College (Ohio) bereiteten ihn für den Unterricht in Griechisch und Physik vor und auch für den Maschinenbau. 
Rogers arbeitet nach seinem Studium in Kentucky und Ohio als Ingenieur beim Eisenbahnbau in Iowa und Wisconsin. Danach ist er vier Jahre lang als Schulinspektor in Lorrain (Ohio) tätig. Während dieser Zeit entwickelte er Pläne für eine Setzmaschine. Sein erstes System benötigte noch drei Maschinen: eine, um das Weichmetall vorzubereiten (blanks), eine zum Setzen und die Buchstaben in das Weichmetall zu drücken und eine dritte, um die Zeilen mit Blei zu gießen. Zwei Jahre später konnte er seine Typograph Zeilen-Setz- und Gießmaschine zum Patent anmelden, nunmehr eine Maschine, die Druckzeilen goss, ähnlich der Linotype. 
Vom Einsatz von Matrizen in der Linotype inspiriert, entwickelt er eine eigene Setzmaschine. Bei dieser werden die Stabmatrizen an Drähten entlanggeführt und nach dem Guss der Zeile wieder in ihre Ausgangsposition bewegt. Der Erfinder gründet 1888 die Gesellschaft Rogers Typograph Co. Im selben Jahr wird die erste Maschine von Fred E. Bright in Cleveland (Ohio) gebaut, dieser tritt später selbst in Rogers’ Gesellschaft ein. 1890 kommt das erste Exemplar auf den Markt. Sie wird von Joseph Pulitzer, Verleger der Zeitung New York World, in seinem am 10. Dezember 1890 eingeweihten Wolkenkratzer ausgestellt. Wegen der einfachen Bedienung und ihres geringen Gewichts war sie bald eine gefragte Setz- und Gießmaschine.
Schon 1886 wird Rogers von der Mergenthaler Linotype Company verklagt. Streitpunkt ist das System zum Ausschließen der gesetzten Zeilen durch Keile. Rogers hat das Keilsystem von Jacobs William Schuckers gekauft, der darauf noch vor Mergenthaler ein Patent erhält. Als Inhaber des älteren Patents gewinnt Rogers im Jahr 1893 den Prozess. 
Das nächste Jahr bedeutet jedoch das Ende von Rogers’ Unternehmen: Die Mergenthaler Linotype Company kauft für eine Summe zwischen 416.000 und 460.000 US-Dollar sämtliche in Amerika erteilten Patente ein und der Typograph verschwindet vom Markt. John Rogers selbst wird ebenfalls Angestellter in der Mergenthaler Printing Co.
Nachdem Rogers seine Patente an die Mergenthaler Printing Company verkauft hatte, durfte der Typograph nach 1895 in Amerika nicht mehr hergestellt werden.  Um 1900 baute und verkaufte die Canadian Typograph Company, Ltd., of Windsor, Ontario, eine beträchtliche Anzahl von Maschinen in Kanada.  Die Fabrik brannte jedoch ab und nach Ablauf bestimmter Linotype Patente zog die Firma nach Detroit, Michigan, wo sie unter dem Namen American Typograph Company bekannt wurde. Sie stellte noch bis 1912 Typographen her. 
Rogers und  Frederick E Bright hatten den Typographen 1894 in Deutschland vorgestellt und die Erfindung hinterließ einen günstigen Eindruck., so dass die Ludwig Loewe & Co. in Berlin 1895 zunächst Testmodelle baute. Die endgültige Form des deutschen Modells wurde 1897 dann über die Setzmaschinenfabrik Typograph in Berlin hergestellt und vertrieben. 1908 waren von dem Model B 2000 German Typograph Maschinen in ganz Europa verkauft. Im Zweiten Weltkrieg wird die Fabrik in Deutschland durch Bomben zerstört.